# وراژن‌شناسی رفتاری

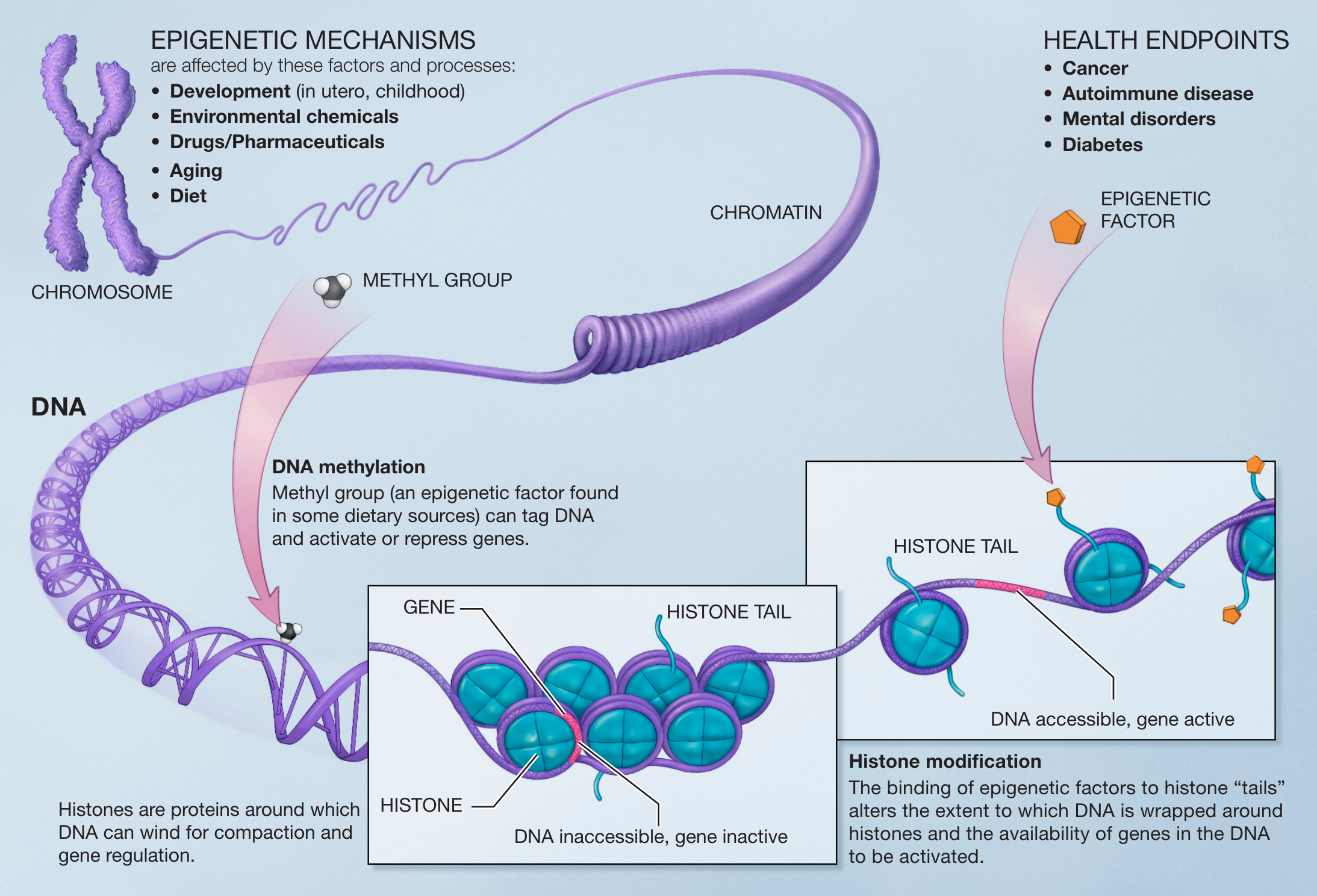
تغییر اپی ژنوم دی‌ان‌ای را تغییر نمی‌دهد.

وراژن‌شناسی رفتاری زمینه‌ای است که به بررسی نقش اپی‌ژنتیک در شکل‌دادن به رفتار جانوران و انسان‌ها می‌پردازد. به دنبال توضیح این است که چگونه پرورش طبیعت را شکل می‌دهد، که در آن طبیعت به وراثت بیولوژیکی اشاره دارد و پرورش تقریباً به هر چیزی که در طول عمر اتفاق می‌افتد اشاره دارد (به عنوان مثال، تجربه اجتماعی، رژیم غذایی و تغذیه، و قرار گرفتن در معرض سموم). اپی‌ژنتیک رفتاری تلاش می‌کند تا چارچوبی برای درک چگونگی تأثیر بیان ژن‌ها از تجربه و محیط برای ایجاد تفاوت‌های فردی در رفتار، شناخت، شخصیت، و سلامت روان فراهم کند.

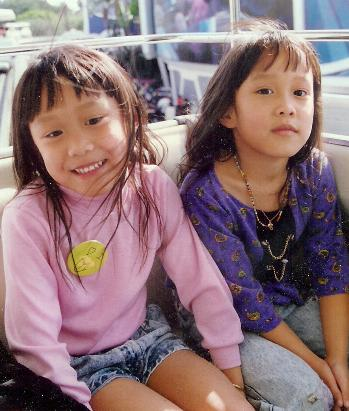
دوقلوهای تک‌تخمی دوقلوهای همسان هستند. مطالعات دوقلو به آشکار کردن تفاوت‌های اپی‌ژنتیک وابسته به جنبه‌های مختلف روان‌شناسی کمک می‌کند.